# بريت ماك روبيرتس
بريت ليند-بيترسن-ماكروبيرتس (من مواليد 10 فبراير 1957) هو الكندي السابق سباقات المضمار والميدان الرياضي الذي شارك في المسافات المتوسطة تشغيل الأحداث.
ولدت في كوبنهاغن في الدنمارك ، ثم انتقلت في وقت لاحق إلى كندا ومثلتها على الصعيد الدولي.  قدمت أول ظهور لها لصالح كندا في عام 1979 ، حيث احتلت المركز السابع في سباق 800 متر في دورة ألعاب عموم أمريكا ، ثم كانت في المركز السادس في 1500 متر في كأس العالم للاتحاد الدولي لألعاب القوى عام 1979 .  وجاء أول لقب وطني لها في عام 1980 ، و ما فوق 1500م في البطولة الكندية للسباق والمسابقات .

## روابط خارجية
- بريت ماك روبيرتس على موقع الاتحاد الدولي لألعاب القوى (الإنجليزية)
- بريت ماك روبيرتس على موقع الاتحاد الكندي لألعاب القوى (الإنجليزية)
- بريت ماك روبيرتس على موقع اللجنة الأولمبية الدولية (الإنجليزية)
- بريت ماك روبيرتس على موقع أوليمبيديا (الإنجليزية)
- بريت ماك روبيرتس على موقع اللجنة الأولمبية الكندية (الإنجليزية)
- بريت ماك روبيرتس على موقع اتحاد ألعاب الكومنولث (مؤرشف) (الإنجليزية)